# Лео Фендер
Кла́ренс Леоні́дас «Ле́о» Фе́ндер (англ. Clarence Leonidas "Leo" Fender; 10 серпня 1909, Анагайм, Каліфорнія, США — 21 березня 1991, Фуллертон, Каліфорнія, США) — американський винахідник і засновник компанії Fender, згодом заснував MusicMan і G&L Musical Instruments. Гітари, бас-гітари і підсилювачі його конструкції з 1950-х років широко застосовуються у популярній музиці. У 1992 Лео Фендер став членом Зали слави рок-н ролу — єдиний представник, який не вмів грати на музичних інструментах, а зробив собі ім'я на їх конструюванні і виробництві.

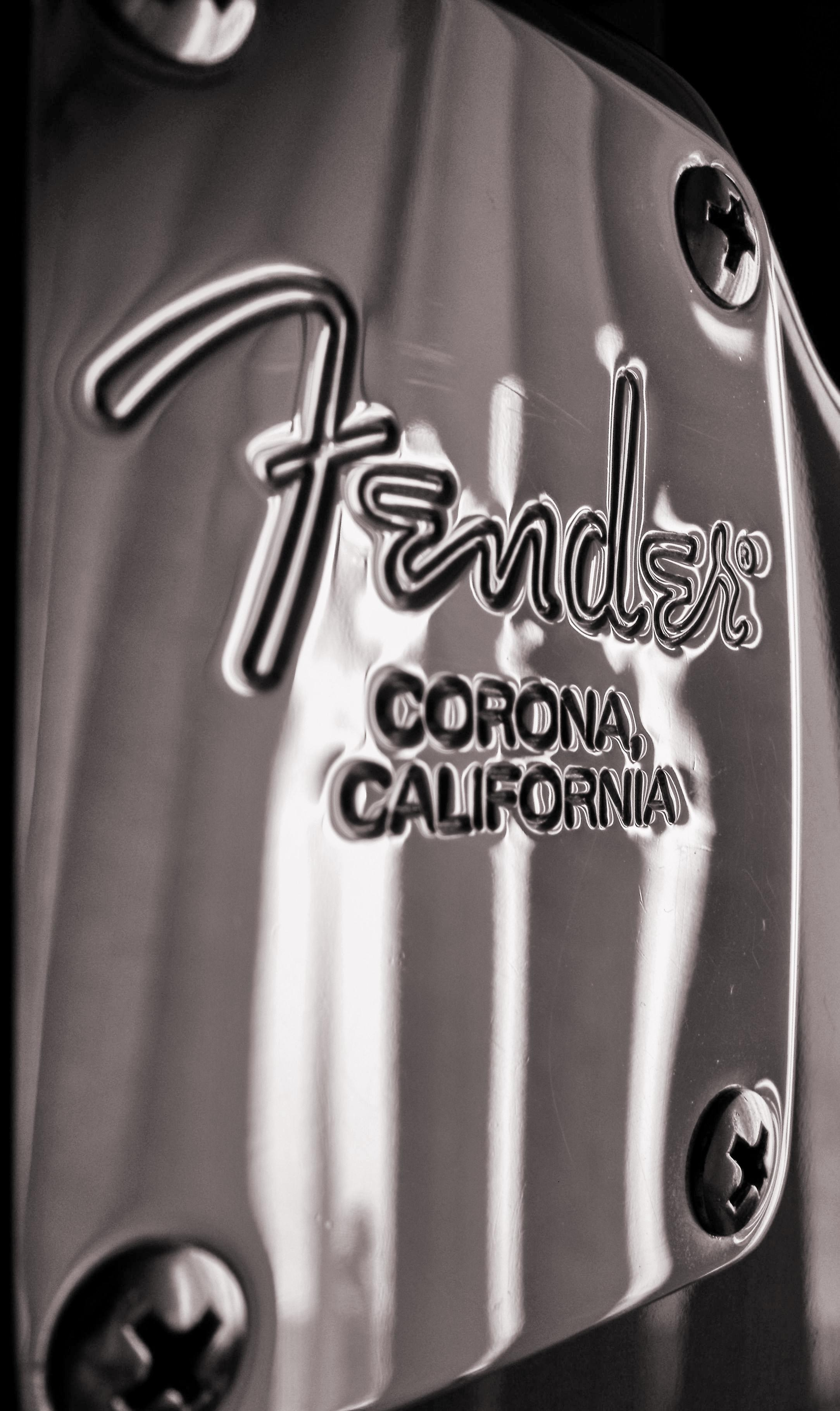

## Біографія

### Ранні роки
Кларенс Леонідас Фендер («Лео») народився 10 серпня 1909, у сім'ї Кларенса Монте Фендера і Гаррієти Ельвіри Вуд, власників апельсинових гаїв, розташованих між Анагаймом і Фуллертоном (штат Каліфорнія, США).
З самого дитинства Фендер не приховував своєї тяги до електроніки. Коли йому було 13, його дядько, власник магазину електроніки, подарував йому коробку непотрібних автомобільних запчастин і батарей. Того ж року Лео потрапляє в магазин до дядька, де його захоплює радіоприймач, зібраний із радіодеталей, котрий його дядечко зробив власноруч і виставив у вітрину магазину. Пізніше Лео зізнається, що гучна музика із колонок радіоприймача справила на нього неабияке враження. Відразу після цього Лео починає займатись ремонтом старих радіоприймачів у маленькому магазині, який він відкрив удома у батьків.
Навесні 1928 року Фендер закінчує у Фулертоні середню школу і вступає до Фулертонського коледжу. Протягом усього часу навчання він захоплювався усім, що пов'язане з електронікою, знання з якої опановував самостійно.
Після коледжу Фендер знайшов роботу розносника льоду для фірми Consolidated Ice and Cold Storage Company в Анагаймі, де незабаром став бухгалтером. Приблизно в цей час лідер однієї з місцевих груп попросив Лео зробити акустичні системи для виступу в Голлівуді. Лео підписав з ним контракт на створення шести штук.
У 1933 році Фендер зустрічає Естер Клоскі, і вони одружуються у 1934. У той час він працював бухгалтером у Дорожньому Департаменті Каліфорнії у місті Сан Луїс Обіспо. Під час Великої Депресії змінилось керівництво департаменту і Лео втратив місце роботи та пішов бухгалтером у компанію, що займалась виробництвом шин. Після трьох місяців роботи, як і усіх решту бухгалтерів, Лео було звільнено з роботи.

## Fender Radio Service
У 1938, з позиченими 600$, Лео та Естер повернулися до Фуллертона, де Лео відкрив свою крамницю-майстерню, що надає послуги з обслуговування радіоапаратури, «Радіослужба Фендера» (Fender Radio Service). Незабаром лідери місцевих музичних гуртів стали часто навідуватися до майстерні та почали купувати у нього гучномовці, які він сам виготовляв. Одним з таких клієнтів був Клейтон Кауфман (англ. Klayton Kauffman), який розробляв електричні гітари для компанії Rickenbacker у 1930-х й виготовив один із перших пристроїв для створення електромузичних ефектів вібратор під назвою «Vibrola». З 1943 року Фендер і Кауфман починають тісно співпрацювати у розробленні та виробництві звукознімачів та підсилювачів звуку. У 1945 році партнери випустили на ринок серійні лампові підсилювачі з потужністю приблизно 3 Вт з маркою K&F для електричних гавайських гітар «Hawaiian» (сталевих гітар; англ. Lap steel guitar), що лежать на колінах, які почали з'являтися на музичній сцені Південної Каліфорнії і стали популярними у музиці стилю кантрі. Підсилювачі продавалися в комплекті з гітарою та 8- чи 10-дюймовими акустичними системами.

## Fender Electric Instruments Company

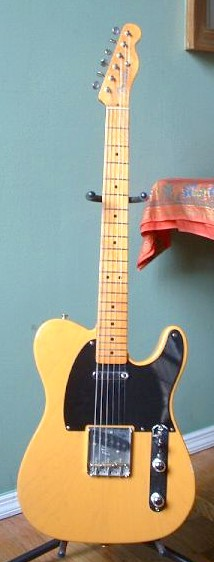
Модель «Telecaster», що випускається з 1950 року

У 1946 Лео перейменовує свій бізнес у Fender Electric Instruments Company і починає випускати підсилювачі під власною маркою «Fender», які швидко завоювали популярність через доступну ціну та чистий й оригінальний звук.
Навесні 1950 року Лео Фендер запускає у серію першу суцільно-корпусну електрогітару «Fender Esquire» з одним звукознімачем. Згодом доробляє конструкцію, оснастивши її ще одним звукознімачем й випускає її під назвою «Broadcaster», яку зразу ж перейменовує у «Telecaster» через конфлікт щодо назви з компанією Gretch, що займалась виробництвом ударних музичних інструментів. Модель «Telecaster» стала надзвичайно популярною, а попередня модель «Esquire» пропонувалась як спрощена бюджетна версія моделі «Telecaster».
У 1951 Фендер закриває майстерню, щоб зосередитись на серійному виробництві інструментів. Запускає у виробництво модель «Precision Bass» («P-Bass») разом з підсилювачем «Bassman», що стали відомими і популярними завдяки масовому виробництву.

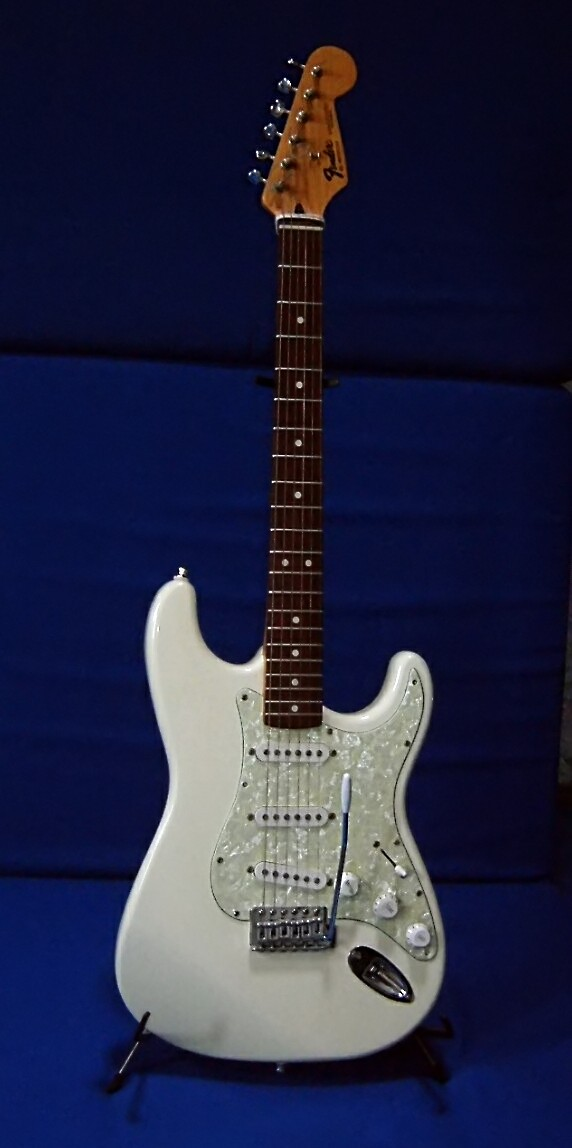
«Stratocaster» — наймасовіша модель бренду Fender, що виробляється з 1954 року

У 1954 році побачила світ наймасовіша з усіх випущених Фендером електрогітар — модель «Stratocaster». Вона була революційною у всьому, починаючи від ергономічної форми «Comfort Contour Body» і закінчуючи неперевершеним механізмом «Synchronized Tremolo». Електроніка базувалась на трьох звукознімачах з AlNiCo-магнітами й мала триканальний перемикач (з 1977 року — п'ятиканальний), регулятор гучності і два регулятори тембру.
У 1960 з'являється модель «Jazz Bass» («J-Bass») — басовий варіант гітари «Jazzmaster», що випускалась до цього. На цій моделі були встановлені два звукознімачі з двома сердечниками на кожну струну, що давало сильніший тембр і дозволяло конкурувати з басом «Rickenbacker», який випускався з 1957 і був відомий своїм яскравим звуком. Гітара «Jazz Bass» вирізнялась чіткішими контурами корпуса, асиметрією, а гриф став вужчим у верхній частині, порівняно з моделлю «Precision Bass».
У 1964 році Фендер запускає виробництво акустичних гітар. На цей час у компанії працює уже 600 працівників, 500 з них у виробництві.

## Music Man і G&L
У 1965 році Лео Фендер продав свою фірму та її бренд компанії CBS Musical Instruments Division через погіршення стану здоров'я і порадою лікаря більше часу виділяти для відпочинку. За умовами контракту, Лео залишався консультантом у компанії протягом 5 років, і ще наступні 5 років не мав права займатись виробництвом гітар. Також назавжди він позбувся права використовувати своє прізвище як бренд. Після вичерпання десятирічного терміну у 1976 році, Лео Фендер стає партнером, співвласником і президентом компанії Music Man, створеної колишніми соратниками Лео Форрестом Вайтом і Томом Волкером й починає випуск нової лінійки інструментів. Згодом Лео покинув компанію.
У 1979-му Лео, зі своїм близьким другом Джорджем Фуллертоном (співавтором Лео при розробленні моделі «Telecaster» у 1949 році) вирішили заснувати свій власний бізнес, пов'язаний з виробництвом гітар і бас-гітар і створили компанію з назвою G&L Musical Instruments (G&L — George & Leo). До того часу Лео і Джордж уже запатентували декілька нових ідей та розробили декілька нових конструкцій інструментів з революційними особливостями, які невдовзі мали оцінити музиканти усього світу. Серед найвідоміших технічних рішень — Dual-Fulcrum Vibrato, Saddle-Lock bridge, Bi-cut neck desig і Magnetic Field Design. Усі ці запатентовані технологічні удосконалення робили інструменти G&L досконалішими порівняно з аналогами за звучанням і зручністю у грі. Однак єдиною найважливішою складовою частиною в інструментах бренду G&L є високоякісна деревина і ретельне ручне складання інструментів.
G&L використовувала кращі традиційні сорти деревини. Деякі з них — від постачальників, з якими Лео мав бізнесові стосунки десятиліттями. G&L використовувала не просто ясен, а виключно луїзіанський болотний ясен, північну вільху, канадський північний клен, індійський палісандр, чорне африканське дерево. Деревина зберігалась у спеціальних приміщення і в особливих умовах протягом багатьох місяців до того як вона надходила у виробництво.
Використання кращих з усіх доступних видів деревини — це було основою створення інструментів G&L. Більшість технологічних прийомів, використаних G&L беруть свій початок з 1935—1950 років, коли зароджувався досвід і технології придумані Лео. Більшість пристроїв, які використовував Лео, у 1950-х на початку 1960-х років були ретельно відтворені, щоб дозволити майстрам G&L досягти такої якості, якої вимагав Лео, і що врешті-решт є основною причиною високої цінності ранніх інструментів Fender на колекційному ринку. Однак, наперекір усьому цьому, інструменти фірми G&L так і не змогли повторити звучання ранніх інструментів «Fender», зроблені зі звичайних порід дерева та виготовлені некваліфікованими робітниками.
У 1979 році від раку померла дружина Фендера Естер. У 1980 році він одружився вдруге; його друга дружина Філліс Фендер стала Почесним головою фірми G&L. Попри декілька незначних інсультів, Фендер продовжував займатись виробництвом гітар та бас-гітар. 21 березня 1991 року Лео Фендер помер, після тривалого періоду хвороби Паркінсона. Похований у Меморіальному парку Ферхейвен у Санта-Ана (штат Каліфорнія) поруч із своєю першою дружиною Естер. Філліс Фендер померла 22 липня 2020 року.
Досягнення Лео Фендера за «видатний технічний внесок у сферу звукозапису» були відзначені технічною премією «Греммі» у 2009 році. На вшанування пам'яті його іменем названо одну з вулиць у Фуллертоні (штат Каліфорнія).